# 吉布斯-唐南效应

细胞膜的唐南平衡

吉布斯-唐南效应（英語：Gibbs–Donnan effect），又称膜平衡、唐南平衡、唐南效应，是指因部分带电粒子不通过半透膜而产生的不均匀电荷，使膜两侧粒子浓度不同的现象，以美国物理学家约西亚·威拉德·吉布斯和英国化学家弗雷德里克·乔治·东纳恩命名。凝胶、胶体、电解质溶液均能产生唐南效应，因此凝胶或凝胶和电解质溶液之间的相界面也可以用作半透膜。两种溶液间的电位称为唐南电位。
例如，血浆中的大阴离子蛋白质不能渗透毛细管壁，是因为小阳离子被吸引而且不与蛋白质结合，所以小阴离子将比小阳离子更容易地跨过毛细管壁离开阴离子蛋白质。